# Суворовка (Рубцовский район)
Суворовка — упразднённый посёлок в Рубцовском районе Алтайского края. Входил в состав Новороссийского сельсовета. Упразднён в 1976 г.

## География
Располагался в 8 км к северо-западу от посёлка Новороссийский.

## История
Основан в 1922 г. семьёй Сувориных, переселенцами из Воронежской губернии. В 1928 г. поселок Суворовский состоял из 51 хозяйства. В составе Тишинского сельсовета Рубцовского района Рубцовского округа Сибирского края. В 1931 г. состояло из 41 хозяйства, в составе того же сельсовета Рубцовского района. По состоянию на 1 января 1973 г. п. Суворовка входил в состав Новороссийского сельсовета.
Упразднён в 1976 г.

## Население
По переписи 1926 г. в селе проживало 274 человека (139 мужчин и 135 женщин), основное население русские. По оценке 1931 г. в селе проживало — 189 человек